# Vester Herred
Vester Herred var et af de fire herreder på Bornholm.
I herredet ligger følgende sogne (med deres 1970-2003-kommuner i parentes):
- Knudsker Sogn – (Rønne Kommune)
- Nyker Sogn – (Hasle Kommune)
- Nylarsker Sogn – (Åkirkeby Kommune)
- Rønne Sogn – (Rønne Kommune)
- Vestermarie Sogn – (Åkirkeby Kommune)

Da den danske konge Svend Grathe i 1149 afgav de tre andre herreder (Nørre, Øster og Sønder Herred) til kirken, beholdt han Vester Herred med Rønne og Gamleborg i Almindingen. Nogen tid efter opføres Lilleborg til erstatning for det efterhånden forældede Gamleborg.